# König (släkt)
König är en adlig ätt som härstammar från handelsmannen i Stockholm Henrik König som adlades 1714 och introducerades 1719 på Svenska riddarhuset som ätt nummer 1481.
Bland ättens mer kända medlemmar kan nämnas:
- Christian König (1678–1762), son till stamfadern Henrik König, lagman över Dalarna och Västmanland och författare av till en del rättsvetenskapliga skrifter. Gift med Maria König, född Wedderkopp.
- Henrik König (1717–1785), handelsman; den föregåendes brorson
- Carl Henrik König (1726–1804), stadsarkitekt i Stockholm mellan 1772 och 1804, ledamot av målar- och bildhuggarakademin, författare av skrifter inom mekanikens område.
- Georg Henric König (1763–1839), officer och musiker
- Carl Fredrik König (1767–1858), officer, kartograf och ledamot av Kungliga Musikaliska Akademien.
- Claës König (1885–1961), officer, ryttare och hovstallmästare
- Claës König (1913–2012), diplomat